# Brogårdsvej (Aabybro)
 Brogårdsvej  er en fire sporet omfartsvej der går vest om Aabybro. Vejen er en del af primærrute 55 der går imellem Hirtshals og Aalborg.
Den er med til at lede trafikken der skal mod Hirtshals Hjørring eller Aalborg, uden om Aabybro, så byen ikke bliver belastet af for meget trafik.
Vejen forbinder den fra nord kommende Omfartsvejen med Aalborgvej mod syd, og har forbindelse til Toftegårdsvej og Thisted Landevej.